# Maduka Okoye
Maduka Okoye, né le 28 août 1999 à Düsseldorf en Allemagne, est un footballeur international nigérian qui évolue au poste de gardien de but à l'Udinese Calcio.

## Biographie

### En club
Né à Düsseldorf en Allemagne, Maduka Okoye est notamment formé par le club de sa ville natale, le Fortuna Düsseldorf.
Le 13 juillet 2020 il rejoint librement le Sparta Rotterdam aux Pays-Bas.
Le 8 novembre 2021 est annoncé le transfert de Maduka Okoye au Watford FC. Le joueur s'engage pour un contrat de cinq ans et demi prenant effet au 1er janvier 2022. Le gardien international nigérian reste toutefois en prêt au Sparta Rotterdam jusqu'à la fin de la saison,,.
Le 24 août 2023, Maduka Okoye rejoint l'Italie afin de s'engager en faveur de l'Udinese Calcio. Il signe un contrat courant jusqu'en juin 2027.

### En sélection
Maduka Okoye est convoqué pour la première fois avec l'équipe nationale du Nigeria en août 2019 par le sélectionneur Gernot Rohr. Il honore sa première sélection lors de ce rassemblement, contre le Brésil, en entrant en jeu à la place de Francis Uzoho, sorti sur blessure. Les deux équipes se neutralisent ce jour-là.
En décembre 2021, Okoye est retenu par le sélectionneur Gernot Rohr pour participer à la coupe d'Afrique des nations.